# Liste des districts du Jharkhand
L'état du Jharkhand en Inde est divisé en 24 districts. À sa création en 2000, il en comptait 18. Six autres ont été créés plus tard et les deux derniers en septembre 2007.

## Liste des districts

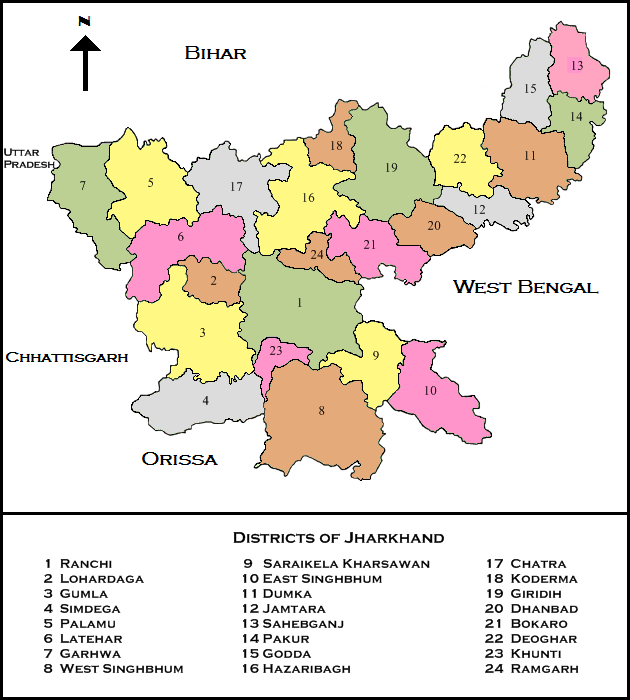
Les districts du Jharkhand.

| Sigle | District            | Chef-lieu  | Population (2011) | Superficie (km²) | Densité 2011 | Site web officiel         |
| ----- | ------------------- | ---------- | ----------------- | ---------------- | ------------ | ------------------------- |
| BO    | Bokaro              | Bokaro     | 2 061 918         | 2 861            | 721          | http://bokaro.nic.in/     |
| CH    | Chatra              | Chatra     | 1 042 304         | 3 700            | 282          | http://chatra.nic.in/     |
| DE    | Deoghar             | Deoghar    | 1 491 879         | 2 479            | 602          | http://www.babadham.org/  |
| DH    | Dhanbad             | Dhanbad    | 2 682 662         | 2 075            | 1 293        | http://dhanbad.nic.in/    |
| DU    | Dumka               | Dumka      | 1 321 096         | 4 404            | 300          | http://dumka.nic.in/      |
| ES    | Purbi Singhbhum     | Jamshedpur | 2 291 032         | 3 533            | 648          | http://jamshedpur.nic.in/ |
| GA    | Garhwa              | Garhwa     | 1 322 387         | 4 064            | 325          | http://garhwa.nic.in/     |
| GI    | Giridih             | Giridih    | 2 445 203         | 4 887            | 500          | http://giridih.nic.in/    |
| GO    | Godda               | Godda      | 1 311 382         | 2 110            | 622          | http://godda.nic.in/      |
| GU    | Gumla               | Gumla      | 1 025 656         | 9 091            | 113          | http://gumla.nic.in/      |
| HA    | Hazaribag           | Hazaribag  | 1 734 005         | 4 302            | 403          | http://hazaribag.nic.in/  |
|       | Jamtara             | Jamtara    | 790 207           | 1 802            | 439          | http://jamtara.nic.in/    |
|       | Khunti              | Khunti     | 530 299           | 2 467            | 215          | http://khunti.nic.in/     |
| KO    | Koderma             | Koderma    | 717 169           | 1 312            | 547          | http://koderma.nic.in/    |
|       | Latehar             | Latehar    | 725 673           | 3 630            | 200          | http://latehar.nic.in/    |
| LO    | Lohardaga           | Lohardaga  | 461 738           | 1 494            | 309          | http://lohardaga.nic.in/  |
| PK    | Pakur               | Pakur      | 899 200           | 1 805            | 498          | http://pakur.nic.in/      |
| PL    | Palamu              | Daltonganj | 1 936 319         | 5 082            | 381          | http://palamu.nic.in/     |
| RM    | Ramgarh             | Ramgarh    | 949 159           | 1 212            | 783          | http://ramgarh.nic.in/    |
| RA    | Ranchi              | Ranchi     | 2 912 022         | 7 974            | 365          | http://ranchi.nic.in/     |
| SA    | Sahibganj           | Sahebganj  | 1 150 038         | 1 599            | 719          | http://sahibganj.nic.in/  |
| SK    | Seraikela Kharsawan | Seraikela  | 1 063 458         | 2 725            | 390          | http://seraikela.nic.in/  |
|       | Simdega             | Simdega    | 599 813           | 3 750            | 160          | http://sahibganj.nic.in/  |
| WS    | Pashchimi Singhbhum | Chaibasa   | 1 501 619         | 7 186            | 209          | http://chaibasa.nic.in/   |